# الأسطول السابع (بحرية الولايات المتحدة)
الأسطول السابع هو أسطول مرقّم تابع للبحرية الأمريكية. يقع مقره الرئيسي في منشأة أنشطة الأسطول الأمريكي في يوكوسوكا، بمحافظة كاناغاوا، اليابان. وهو جزء من أسطول المحيط الهادئ الأمريكي. ويُعتبر حاليًا أكبر الأساطيل الأمريكية المُنتشرة في الخارج، حيث يضم ما بين 50 إلى 70 سفينة، و150 طائرة، و27,000 بحار ومشاة البحرية. تتمثل مسؤولياته الرئيسية في توفير قيادة مشتركة في حالات الكوارث الطبيعية أو العمليات العسكرية، بالإضافة إلى القيادة التشغيلية لجميع القوات البحرية الأمريكية في المنطقة.

## تاريخ

### الحرب العالمية الثانية
تشكل الأسطول السابع في 15 مارس 1943 في بريسبان، أستراليا، خلال الحرب العالمية الثانية، تحت قيادة الأدميرال آرثر سكيلر كاربندر [الإنجليزية]. وخدم في منطقة جنوب غرب المحيط الهادئ تحت قيادة الجنرال دوغلاس ماك آرثر. كما شغل قائد الأسطول السابع منصب قائد القوات البحرية المتحالفة في منطقة جنوب غرب المحيط الهادئ.
كانت معظم سفن البحرية الملكية الأسترالية جزءًا من الأسطول أيضًا من عام 1943 إلى عام 1945 كجزء من فرقة العمل 74 (المعروفة سابقًا باسم سرب أنزاك). وشكّل الأسطول السابع — تحت قيادة الأدميرال توماس سي. كينكايد — جزءًا كبيرًا من القوات المتحالفة في معركة خليج ليتي، وهي أكبر معركة بحرية في التاريخ، والتي وقعت في أكتوبر 1944. شارك الأسطول السابع في اثنتين من المعارك الرئيسية في معركة خليج ليتي، وهما معركة مضيق سوريجاو ومعركة قبالة سامار.